# Модебадзе Іраклі Іузайович
Іраклі Іузайович Модебадзе (груз. ირაკლი მოდებაძე, * 4 жовтня 1984, Тбілісі) — колишній грузинський футболіст, нападник. У минулому — гравець запорізького «Металурга» та національної збірної Грузії.

## Клубна кар'єра
Вихованець грузинського футболу, до 2002 року виступав за тбіліську команду «Мерані-91».
2002 року переїхав до України, уклавши контракт з клубом «Металург» (Запоріжжя), у складі якого у вищій лізі чемпіонату України дебютував 16 березня 2002 року у грі проти київського «Арсенала» (перемога 2:0). Відіграв у запорізькій команді до кінця сезону 2006—2007, провівши за цей час 81 матч у вищій лізі чемпіонату й відзначившись 16 забитими голами.
На початку 2009 року як вільний агент приєднався до одеського «Чорноморця», однак закріпитися у команді не зміг, провівши на полі в її складі протягом половини сезону лише 6 хвилин. Сезон 2009—2010 провів знову у складі запорізького «Металурга», 11 разів з'являвся на полі протягом матчів чемпіонату (усі виходи — на заміну), забив 1 гол.
У червні 2010 року запорізький клуб офіційно повідомив про відмову від послуг Модебадзе, який отримав статус вільного агента З липня 2010 року Модебадзе став виступати у складі грузинського клубу «Олімпі» (Руставі), який незабаром був перейменований у «Металург», де провів два сезони.
Влітку 2012 року став гравцем «Діли», де почав регулярно забивати — 11 голів в 21 матчі чемпіонату в першому сезоні і 9 голів у 17 матчах за наступні півроку. Результативністю форварда зацікавився гранд грузинського футболу столичне «Динамо» (Тбілісі), який на початку 2014 року придбав гравця. За підсумками того сезону «динамівці» виграли національний чемпіонат і кубок, проте Модебадзе так і не зміг закріпитися в команді й по завершенню сезону повернувся в «Ділу». В новому сезоні 2014/15 Іраклі допоміг «Ділі» виграти чемпіонат Грузії, а сам з 16 голами в 23 матчах став найкращим бомбардиром чемпіонату.

## Виступи за збірні
З 2000 року виступав за збірні Грузії різних вікових категорій.
2006 року вперше був викликаний до національної збірної Грузії, у складі якої дебютував 7 жовтня у товариському матчі проти збірної Німеччини (0:2), де вийшов на заміну на 83-й хвилині замість Георгія Деметрадзе. Всього в виходив на поле в офіційних матчах збірної чотири рази.

## Досягнення
- Чемпіон Грузії (2): 2013/14, 2014/15
- Срібний призер чемпіонату Грузії (2): 2011/12, 2012/13
- Бронзовий призер чемпіонату Грузії (1): 2010/11
- Володар Кубку Грузії (1): 2013/14
- Володар Суперкубка Грузії (1): 2010
- Фіналіст Кубку України (1): 2005/06
- Найкращий бомбардир чемпіонату Грузії: 2014/15 (16 голів).